# Штефан Гашік
Штефан Гашік (25 листопада 1898, Длге-Поле, Австро-Угорщина — 1985, Клівленд) — словацький та чехословацький політик, чиновник Глінкової партії. З 1944 по 1945 рр., тобто під час Словацького національного повстання, виконував обов'язки міністра оборони колабораціоністського уряду після того, як попередник, Фердинанд Чатлош, перейшов на бік повстання.

## життя
Гашік брав участь в організації Словацької народної партії у Східній Словаччині. З 1925 року був її депутатом у чехословацькому парламенті в Празі. З 1938 по 1939 рік був урядовим делегатом Словацького автономного уряду в Празі. З 1939 по 1940 рр. був повітовим губернатором Пряшівського повіту, з 1940 по 1944 р. Нітрянського повіту. У цей час він, за різними свідченнями, підтримував добрі контакти з єврейською громадою Нітри, за що його критикували представники нацистів.
Після відставки уряду Войтеха Туки внаслідок Словацького національного повстання, він у вересні 1944 р. обійняв посаду міністра оборони в новому уряді при прем'єр-міністрі Штефана Тисо, який цілковито підтримував німецьку окупацію.
Коли Червона армія вторглась до Словаччини навесні 1945 року, Гашік зміг реорганізувати словацьку армію, розбиту після національного повстання, та привести 41 000 солдатів на бік Вермахту. Слабо оснащені і лише мінімально підготовлені словацькі збройні сили не могли чинити опір радянськім військам, і Словаччина була звільнена від нацистів до квітня 1945 року.

## Повоєнний час
Після війни Гашік втік за кордон і таким чином уник відповідальності перед чехословацькою владою. 11 листопада 1947 року його заочно засудили до смерті в Чехословаччині. Він втік спочатку до Італії, потім до Аргентини та нарешті оселився у Клівленді в США .